# Шагрин Фолс (Охајо)
Шагрин Фолс (енгл. Chagrin Falls) град је у америчкој савезној држави Охајо.

## Демографија
По попису из 2010. године број становника је 4.113, што је 89 (2,2%) становника више него 2000. године.
| Група             | 2000.         | 2010.         |
| Белци             | 3.942 (98,0%) | 4.001 (97,3%) |
| Афроамериканци    | 2 (0,0%)      | 18 (0,4%)     |
| Азијати           | 18 (0,4%)     | 33 (0,8%)     |
| Хиспаноамериканци | 36 (0,9%)     | 36 (0,9%)     |
| Укупно            | 4.024         | 4.113         |